# George Montagu

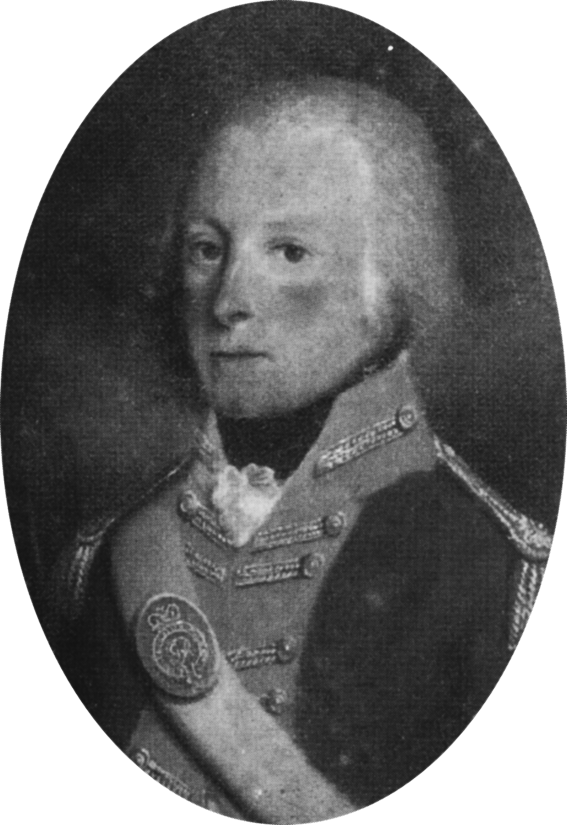
George Montagu

George Montagu (1753 – 20 juni, 1815) was een Engels natuuronderzoeker.
Montagu werd geboren op het familiedomein Lackham House, enkele kilometers ten zuiden van Chippenham in het noorden van het district Wiltshire. Hij was de zoon van James Montagu en Elizabeth Hedges en werd gedoopt in Lacock Church op 9 juli 1753. In 1770 vervoegde hij zich op 17-jarige leeftijd bij het leger en vocht met zijn regiment in Noord-Amerika. In 1773 huwde hij Anne Courtenay, een nicht van John Stuart, de derde Hertog van Bute. Het koppel kreeg vier kinderen: George Conway (1776 - 1847), Eleonora Ann (1780), Frederick (1783) en Louisa Matilda (1788 - 1857). Hij verliet zijn vrouw voor zijn maîtresse, Elizabeth D'Orville, die illustraties voor hem maakte, en verhuisde naar Knowle House, bij Kingsbridge in Devon. Hier schreef hij zijn tweedelige Ornithogical Dictionary, or Alphabetical Synopsis of British Birds. Bij Elizabeth D'Orville verwekte hij vier kinderen waaronder Henry D'Orville en Ann Elizabeth D'Orville. Montagu stierf in 1815 aan de gevolgen van tetanus, nadat hij op een roestige nagel had gestapt. Hij ligt begraven in Kingsbridge.

## Ornithologie
Montagu is het bekendste door zijn  Ornithological Dictionary (1802) en heeft een belangrijke bijdrage geleverd aan de kennis van de Britse avifauna.  Hij voerde aan dat  tot dan toe beschreven ‘soorten’  verkeerde of onvolledige interpretaties waren van enerzijds vogels in ofwel zomer- of winterkleed, ofwel beschrijvingen waren van mannelijke of vrouwelijke  exemplaren van dezelfde soort.
Zijn studie over kiekendieven resulteerde in de ontdekking dat de grauwe kiekendief (Circus pygargus) als broedvogel voorkwam in Zuid-Engeland.  Verder had hij ook een bijdrage tot de eerste inventarisatie van de cirlgors (Emberiza cirlus), de koereiger (Bubulcus ibis), de dwergmeeuw (Larus minutus) en de lachstern (Sterna nilotica).

## Mariene biologie
Hij was ook gefascineerd door mariene biologie. Hij schreef in 1803 het boek Testacea Britannica, a History of British Marine, Land and Freshwater Shells, waarin 470 weekdieren worden beschreven, waarvan een 100-tal nieuw waren voor Groot-Brittannië. Het grootste deel van zijn schelpencollectie werd in november 1874 door zijn zoon Henry D'Orville aan het Exeter Museum geschonken. Ook het Natural History Museum bewaart een deel van zijn schelpencollectie.

## Werken
- Ornithological Dictionary; or Alphabetical Synopsis of British Birds, J. White, 1802.
- Testacea Britannica, a History of British Marine, Land and Freshwater Shells, 1803